# شب طولانی (بازی تاج‌وتخت)
«شب دراز» (به انگلیسی: The Long Night) سومین قسمت از فصل هشتم مجموعه تلویزیونی بازی تاج‌وتخت، و به‌طور کلی هفتادمین قسمت پخش شده از این مجموعه است. این قسمت توسط دیوید بنیاف و دی. بی. وایس نوشته شد و توسط میگل سپاچنیک کارگردانی شد و در تاریخ ۲۸ آوریل ۲۰۱۹ از شبکه تلویزیونی اچ‌بی‌او به نمایش درآمد. این قسمت با مدت زمان ۸۲ دقیقه، طولانی‌ترین مجموعهٔ بازی تاج‌وتخت است.
«شب دراز» به‌طور کامل در وینترفل اتفاق می‌افتد و نبرد بین ارتش مردگان و ارتش ترکیبی زندگان را نشان می‌دهد. عنوان قسمت اشاره به زمستانی تاریخی است که هزاران سال پیش رخ داده‌است که در آن وایت واکرها به وستروس سرازیر می‌شوند.
این قسمت نقدهای مختلفی دریافت کرده‌است. مقیاس و عظمت بصری نبرد، و داستان شخصی آریا استارک به عنوان ویژگی‌های برجستهٔ این قسمت، مورد تمجید منتقدان قرار گرفته‌است. با این حال، مواردی نظیر وضوح صحنه‌های نبرد، پایان ناگهانی داستان وایت واکرها، و نورپردازی تاریک صحنه‌های این قسمت، از مواردی هستند که منتقدان از آن‌ها انتقاد کرده‌اند.
در این قسمت، کاریس فن هاوتن (ملیساندر)، مگان پارکینسون (آلیس کاراستارک)، و ولادیمیر فردیک (شاه شب)، برای آخرین بار در این مجموعه حضور می‌یابند.

## داستان
ارتش زندگان با ارتش مردگان روبرو می‌شود؛ دوتراکی‌ها پس از آنکه ملیساندر آتش را به شمشیرهای آن‌ها احضار می‌کند، به سوی مردگان حمله‌ور می‌شوند، اما سریعاً توسط مرده‌ها در هم می‌شکنند. ادیسون تالت پس از نجات سمول تارلی می‌میرد. برن استارک، که توسط تیان گریجوی و آهن‌زاده‌ها محافظت می‌شود، برای فریفتن شاه شب در جنگل خدایان منتظر می‌ماند؛ برن به درون کلاغ‌های در حال پرواز نفوذ می‌کند و شاه شب سوار بر اژدهای مرده، ویسریون، متوجه آن کلاغ‌ها می‌شود. زندگان به داخل وینترفل عقب‌نشینی می‌کنند و در همین حال ملیساندر پروردگار نور را فرا می‌خواند تا خندق اطراف شهر را به آتش بکشد.
جان اسنو و دنریس تارگرین، همراه با اژدهایان خود، با شاه شب درگیر می‌شوند. مردگان با جسدهای خود به دیوار آتشین نفوذ کرده و به قلعه حمله می‌کنند. لینا مورمونت، در حالی که یک غول مرده او را تا حد مرگ در دستانش می‌فشارد، خنجرش را در چشمان او فروکرده و او را نابود می‌کند. بریک دنداریون آخرین جان خود را برای نجات آریا استارک و سندور کلگین از دست مرده‌ها فدا می‌کند. آن‌ها ملیساندر را پیدا می‌کنند و او به آن‌ها می‌گوید بریک با هدف انجام کاری احیا شده‌بود که اکنون انجام شده‌است، و یک پیش‌گویی را که پیشتر به آریا گفته‌بود ("صعود")، تکرار می‌کند؛ او در این پیش‌گویی گفته بود که آریا «چشم‌های زیادی را برای همیشه خواهد بست» و بر «چشم‌های آبی» تأکید کرده‌بود.
شاه شب از اسب پیاده شده و در آتش اژدها گرفتار می‌شود، با این حال او در برابر این آتش مصون است. او مدافعان مردهٔ وینترفل و استارک‌های دفن شده در سردابه‌های شهر را بیدار می‌کند. جان از روی ریگال، و دنریس از روی دروگون سقوط می‌کنند. دنریس در کنار جورا مورمنت با مرده‌ها مبارزه می‌کند. جورا مورمونت پس از نبرد در نهایت تسلیم زخم‌هایش می‌شود. جان به سوی جنگل خدایان می‌رود اما ویسریون مانع او می‌شود.
شاه شب برای کشتن برن به جنگل خدایان می‌رسد و تیون را که به او حمله‌ور شده‌است، می‌کشد. آریا ناگهان به روی شاه شب می‌پرد؛ شاه شب در حالی که دست آریا، که خنجری را با آن گرفته، نگه داشته‌است، او را از گردن گرفته و بلند می‌کند. اما آریا خنجر ساخته شده از فولاد والریایی خود را به دست آزادش انداخته و به بدن شاه شب فرومی‌کند. این کار او باعث در هم شکستن شاه شب و محو شدن ارتش او می‌شود.
ملیساندر، که مأموریت خود را به انجام رسانده، در سپیده دم به داخل برف‌ها می‌رود، گردنبند جادویی خود را درآورده، و در حالی که داوس او را تماشا می‌کند، از کهولت سن می‌میرد.

## تولید

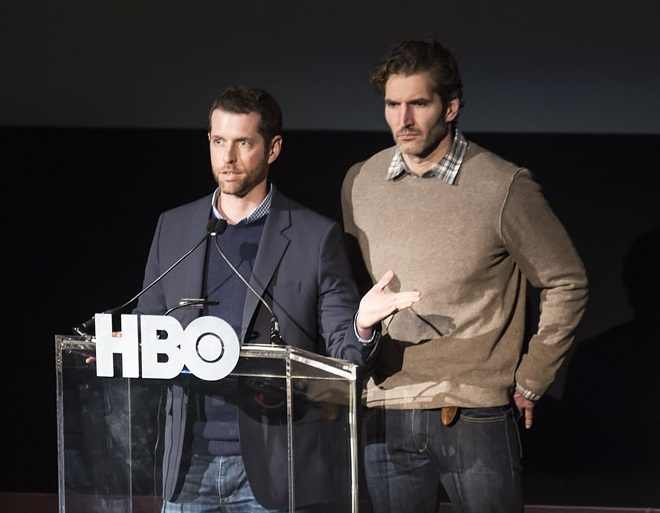
این قسمت توسط خالقان این مجموعه، دیوید بنیاف و دی.بی. وایس نوشته شده‌است.

### نویسندگی
نویسندگی این قسمت به عهدهٔ دیوید بنیاف و دی. بی. وایس بوده‌است.

### فیلمبرداری
قسمت «شب دراز» توسط میگل سپاچنیک کارگردانی شده‌است. این قسمت در ۱۱ هفته و در طول ۵۵ شب، در آب‌وهوای نامساعد، و در صحنه‌هایی در مانی‌گلس، سنتفیلد، و بلفاست در ایرلند شمالی فیلمبرداری شده‌است. فیلمبردار فابیان واگنر فیلمبرداری این قسمت را اینگونه توصیف کرده‌است: «از نظر فیزیکی طاقت‌فرسا… آن‌ها می‌گویند با حیوان‌ها و بچه‌ها کار نکنید، ما از هر چیزی ۱۰۰ برابر بیشتر داشتیم». سپاچنیک محاصرهٔ هلمز دیپ در فیلم ارباب حلقه‌ها: دو برج را مورد مطالعه قرار داد تا نبرد وینترفل را طوری پایه‌گذاری کند که «این نبرد برای مخاطب خسته‌کننده نباشد»، و گفت: «هرچه مبارزهٔ کمتری در یک سکانس داشته‌باشید، بهتر است». او همچنین برای القای حس تعلیق، وحشت، خشونت، و درام، حال و هوا را از یک برداشت به برداشت دیگر تغییر داده‌است. او این نبرد را با عنوان «ترس و بقا» توصیف کرده و تمرکز آن بر محاصرهٔ یک گروه توسط بیگانه‌ها را با فیلم حمله به کلانتری ۱۳ مقایسه نموده‌است.

### انتخاب بازیگران

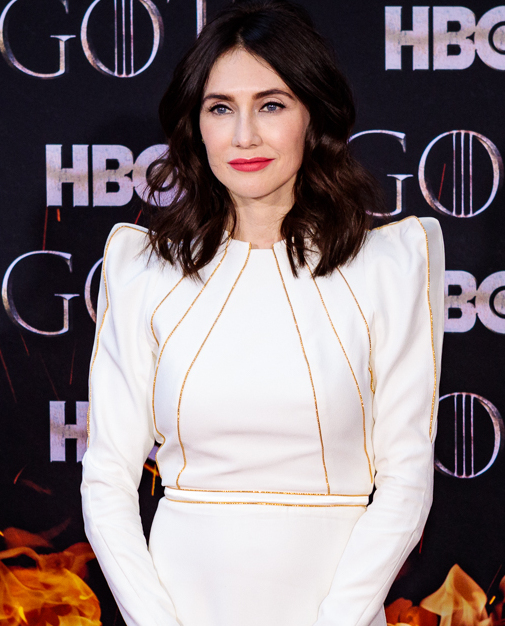
کاریس فن هاوتن به عنوان یکی از بازیگران اصلی، آخرین بازی خود در مجموعه را در این قسمت انجام داد.

خوانندهٔ سبک کانتری، کریس استپلتون، به همراه نوازندهٔ گیتار بیس و مدیر تورهای خود، به عنوان یک مرده در این قسمت حضور تک‌جلوه داشته‌است. به کفتهٔ استپلتون، تیم برنامه‌ریزی او با عوامل مجموعه تماس گرفته و درخواست کرده‌اند که در صورت امکان او حضور کوچکی در یکی از قسمت‌های این مجموعه داشته‌باشد. در پی این درخواست، تهیه‌کنندگان مجموعه از او دعوت کردند که به بلفاست رفته در صحنه‌هایی از این قسمت حضور یابد.

## بازخوردها

### آمار بینندگان
این قسمت در اولین پخش خود در شبکهٔ اچ‌بی‌او، ۱۲٫۰۲ میلیون بیننده را به خود جذب کرد، و ۵٫۷۸ میلیون بینندهٔ دیگر نیز آن را از طریق رسانه‌های جاری تماشا کردند. قسمت «شب دراز» در مجموع ۱۷٫۸ میلیون نفر بیننده داشت.

### بازخورد منتقدان
این قسمت در وبگاه راتن تومیتوز با ۱۰۴ نقد دارای درصد پذیرش ۷۴٪ است، با این حال امتیاز آن در این وبگاه ۹/۱۰ است. در جمع‌بندی نقدهای این وبگاه آمده‌است: «زمستان آمد و رفت، و آریا استارک می‌تواند به‌طور رسمی بدترین زن در سرزمین باشد، اما با وجود برخی صحنه‌های حماسی و احساسی، «شب دراز» با نگرش به سوی ارتجاع نهایی، مخاطب را در حسرت بعضی موارد (مانند نورپردازی) رها می‌کند».
کارگردانی و فیلمبرداری این قسمت مورد تحسین برخی منتقدان قرار گرفته‌است. جیمز هیبرد از مجلهٔ انترتینمنت ویکلی آن را اینگونه توصیف می‌کند: «یک حماسهٔ اکشن که به تزریق بافت داستانی شخصیت‌ها به درون یک نبرد واضح و قابل درک می‌پردازد… بازی تاج‌وتخت به ساخت هر نبرد به‌صورت منحصر به فرد، متقاعد کننده، و اساسی ادامه می‌دهد». شکست غیر منتظرهٔ شاه شب توسط آریا نیز مورد تمجید قرار گرفته‌است. آلیسون هرمان در وبگاه رینگر چنین نوشته‌است: «این موضوع که آریا کسی بود که کار را تمام کرد، شجاعانه است. حداقل… او زنی بود که تسلط داشتن بر مرگ را آموخته بود، و در نهایت، به کمک سلاحی که خانواده‌اش را در غم و اندوه فراوانی فرو برده‌بود، از پذیرش مرگ نیز سر باز زد». مایلز مک‌نات نیز در وبگاه ای. وی. کلاب در مورد این قسمت گفته‌است: «آنچه که توسط هواداران و در قالب یک اپیزود پر شده با ائتلاف مرگ به دور این مجموعه تنیده بود، به یک اپیزود در مورد دختری بدل شد که تمام دوران نوجوانی خود را صرف آموزش و تمرین برای این لحظه کرده‌بود و در نهایت با این حقیقت روبرو شد که به اندازه‌ای که تصور می‌کرد، آماده نبود. تا زمانی که اعتماد به نفس — علم غیب؟ — لازم برای وارد کردن ضربهٔ پیروزی را کسب کرد». این موضوع باعث شد که «لحظهٔ پایانی، در نقطهٔ مقابل یک حس غیرقابل انکار از ناامیدی و عدم شکوهمندی قرار بگیرد».
با این حال، میزان ملموس بودن اسطوره‌شناسی وایت واکرها، فقدان عنصر تطهیر، و استفاده از نورپردازی تاریک در روند تولید این قسمت، به عنوان عملی بی‌دلیل، دلسرد کننده، و نالازم از بعد هنری، مورد انتقاد قرار گرفت. یکی از منتقدان در مجلهٔ ورایتی به نام کارولین فرامک نوشت: «پس از سال‌ها تأکید بر اینکه تهدید نابودگری وایت واکرها چقدر می‌تواند عظیم، ترسناک، و مخرب باشد، غرق شدن در اینکه 'چه کسی بر روی آن صندلی معروف خواهد نشست'، احمقانه به نظر می‌رسد». زاک کرام از وبگاه رینگر نیز داستان این قسمت را اینگونه توصیف کرده‌است: «یک استنتاج ناراضی کننده و عجیب و غریب از خط داستانی که سریال را از ابتدا پایدار نگه داشته‌بود… به نظر می‌رسد سؤالات بسیار مهم تا ابد بی‌پاسخ باقی خواهند ماند». بعضی منتقدان همچنین به این موضوع اشاره کرده‌اند که ظاهراً این قسمت به نتیجه‌گیری از پیشگویی آزور آهای (یک پیشگویی که در کتاب به آن اشاره شده‌است) پرداخته‌است، اما این پیشگویی را حل فصل نکرده‌است. با توجه به اینکه آریا استارک الزامات مربوط به این پیشگویی را احراز نکرده‌بود، منتقدان بر اساس این پیشگویی، توقع داشتند که شخص آزور آهای شاه شب را نابود کند.
سرانجامِ خط داستانی وایت واکرها و اهمیت آن در جمع‌بندی و پایان مجموعه، به شکل‌گیری بحث‌هایی در میان مفسران آن منجر شد. اریک کین از مجلهٔ فوربز با بیان اینکه «شاه شب، (که در واقع در کتاب حضور ندارد) بسیار تک‌بعدی و ناخوشایند است. در نگاهی دقیق‌تر، او در واقع موضوع اصلی تمام این داستان‌ها نیست… سرسی بسیار بسیار جذاب‌تر و متقاعدکننده‌تر است؛ چرا که او یک فرد واقعی با انگیزه‌ها و ترس‌ها و عشق و نفرت واقعی و هر چیز دیگری در میان آن‌ها است»، اظهار کرده‌است که این یک پایان بی‌نقص برای داستانی بود که در واقع خط داستانی جانبی مجموعهٔ بازی تاج‌وتخت است. در مقابل، آلیسا رزنبرگ در واشینگتن پست پایان این قسمت را اینگونه توصیف کرده‌است: «نومیدی عقلانی، جایی که یک قسمت بزرگ و مهم از بازی تاج‌وتخت، به جای یک افشاگری خالص، حس یک فیلمبرداری بد که توسط هواداران تدوین شده‌است را منتقل می‌کند».
صحنهٔ نجات آریا توسط بریک دنداریون، و متعاقباً مرگ او، عموماً به خوبی مورد پذیرش قرار گرفت. جولی لش از وبگاه کلایدر پایان این قسمت را «یک پایان احساسی و دلیرانه» خوانده و گفته‌است که این شخصیت (بریک) با بازکردن چشم‌هایش به جای بستن آن‌ها پس از مرگ، «جذابیت خود را حفظ کرده‌است». در مصاحبه‌ای با بازیگر این نقش ریچارد دورمر، جاش ویگلر از هالیوود ریپورتر و لی بلیکلی از هاف‌پست اشاره کردند که صحنهٔ مسدود شدن راهرو یادآور مرگ نمادین هودور بود، که هر دو (بریک و هودور) با از خود گذشتگی، خود را برای دفاع از هدفی بزرگتر فدا کردند؛ دورمر این موضوع را تأیید کرده و افزود که این صحنه همچنین «تقریباً مسیح-گونه» بود. جک شپرد از ایندیپندنت معتقد بود که این مرگ «ترسناک، اما هدفمند» بود، و برای ایفای نقش آن امتیاز ۴/۵ را در نظر گرفت.
رایان گراور، دانشیار امور بین‌المللی، به وبگاه وکس گفت که در این قسمت «رابطهٔ میان تاکتیک‌های نظامی خوب و برنامه‌های خوب تلویزیونی دچار تضاد شده‌است». میک کوک، کهنه‌سرباز جنگ افغانستان، تأیید کرده‌است که آرایش پیاده‌نظام، منجنیق‌ها و خندق‌های ارتش زندگان اشتباه بوده و دفاع دیوارها و سواره‌نظام نور (دوتراکی‌ها) به‌طور ناکارآمدی مورد استفاده قرار گرفته‌اند.
تیم گودمن از هالیوود ریپورتر انتقادات وارد شده به قسمت شب دراز را جلوه‌ای از ناممکن بودن جلب رضایت تمام مخاطبان یک مجموعهٔ تلویزیونی به وسعت بازی تاج‌وتخت دانسته و آن را با بازخوردهای فصل آخر مجموعه‌هایی همچون برکینگ بد، مد من، سوپرانوز، و وایر مقایسه کرده‌است. او گفت: «طرفداران (تلویزیون) ترکیبی هستند از افرادی که می‌دانند دقیقاً از شما و داستانتان چه می‌خواهند، کسانی که می‌دانند چه می‌خواهند اما در صورتی که به آن دست نیابند بلافاصله بر ضد شما خواهند شد، و دستهٔ عجیبی از افراد خوشحال اما ناامید یا مأیوس، که در عین حال حاضر به معاملهٔ تجربه با هیچ چیز دیگری نیستند [...] دلگرمی این است که آن خاطرات (و عقیده) محو می‌شوند، و شما بی‌توجه به مسائل دیگر، به تالار مشاهیر سحرآمیز و افسانه‌ای راه خواهید یافت».